# Lispe albifacies
Lispe albifacies este o specie de muște din genul Lispe, familia Muscidae, descrisă de Malloch în anul 1929. Conform Catalogue of Life specia Lispe albifacies nu are subspecii cunoscute.